# Vítor Oliveira
Vítor Manuel Oliveira (Matosinhos, 17 de novembro de 1953 - Angeiras, 28 de novembro de 2020) foi um jogador e treinador de futebol português. Na sua carreira como treinador, com mais de 30 anos, ele conseguiu onze promoções à Primeira Liga, seis como campeão.

## Carreira

### Jogador
Nascido em Matosinhos, a carreira sénior de Oliveira durou 13 temporadas, das quais dez foram na Primeira Liga, onde participou num total de 218 jogos, marcando 17 golos. Nesse nível, ele representou Leixões SC, FC Famalicão, SC Espinho, SC Braga e Portimonense SC. No seu último ano como profissional, ele disputou 23 partidas (um golo) pelo Portimonense, que terminou em quinto e se classificou para a Taça UEFA pela primeira e única vez na sua história.
Vítor Oliveira retirou-se dos relvados em junho de 1985, aos 31 anos.

### Treinador
Vítor Oliveira foi jogador-treinador no Famalicão na partida final da temporada 1978–79, após a saída de Mário Imbelloni. A equipa perdeu por 2-0 no terreno do Belenenses a 17 de junho e, consequentemente, foram despromovidos à II Divisão.
Depois, Oliveira trabalhou com o Portimonense. Na sua primeira temporada conseguiu o melhor resultado de toda a sua carreira na Primeira Divisão, ao terminar na sétima posição na temporada 1985-86, sendo demitido a meio da época seguinte. Nos quatro anos seguintes, ele trabalhou no F.C. Paços de Ferreira na II Divisão, conseguindo a promoção em 1991 como campeão e conseguindo a manutenção na época seguinte.
Mudou-se depois para o Gil Vicente onde completou três temporadas no primeiro escalão. De seguida treinou várias equipas da 1ª e 2ª Divisão, conseguindo a promoção à 1ª Divisão de U.D. Leiria, Belenenses e Leixões. No início de 2007–08, ele substituiu Paulo Duarte demitido do comando do Leiria, mas só conseguiu três vitórias em 21 jogos (14 derrotas), quando a temporada terminou com a despromoção à II Liga.
Depois de trabalhar com o ex-clube Leixões como Director-Geral para o futebol em 2008–09, Oliveira retomou sua carreira na II Liga, com o CD. Trofense, C.D. Aves, F.C. Arouca, Moreirense FC, União da Madeira e Chaves. Em 19 de maio de 2016, ele retornou ao Portimonense quase três décadas após seu primeiro período, num contrato de um ano com o objectivo de conseguir a promoção. Depois de fazer isso como campeão - sua quinta promoção consecutiva - ele decidiu permanecer no Algarve, tendo levado a equipa ao décimo lugar no regresso à Primeira Liga, abandonando Portimão em maio de 2018.
Em 22 de maio de 2018, Oliveira substituiu João Henriques como gerente de outro ex-clube, o Paços de Ferreira. Em maio de 2019, após selar sua décima primeira promoção e sexta como campeão, ele partiu para outro ex-clube, o Gil Vicente - que havia sido reposto na Primeira Liga após uma decisão judicial relativa ao Caso Mateus. Em 10 de agosto, no seu primeiro jogo da temporada, eles venceram o FC Porto por 2–1 em casa.
É considerado o «campeão das subidas de divisão», tendo conseguido promover 11 equipas da Segunda para a Primeira Liga do futebol português:
- Paços de Ferreira (1990-1991)
- Académica (1996-1997)
- União de Leiria (1997-1998)
- Belenenses (1998-1999)
- Leixões (2006-2007)
- Arouca (2012-2013)
- Moreirense (2013-2014)
- União da Madeira (2014-2015)
- Desportivo de Chaves (2015-2016)
- Portimonense (2016-2017)
- Paços de Ferreira (2018-2019)

## Títulos

### Treinador
6 títulos nacionais do campeonato de segunda liga[carece de fontes?]
Paços de Ferreira 
- Segunda Liga: 1990-1991, 2018-2019

União de Leiria
- Liga de Honra de 1997–98

Leixões
- Segunda Liga de 2006–07

Moreirense
- Segunda Liga de 2013–14

Portimonense
- Segunda Liga de 2016–17

### Individuais
- Segunda Liga: Melhor treinador 2014–15,[20]2015–16,[21]2016–17 e 2018–19

## Morte e Legado
No dia 28 de novembro de 2020, após ter-se sentido mal durante uma caminhada, morreu, com 67 anos de idade. Os primeiros relatórios relataram que se tratou de um ataque cardíaco repentino.
Conhecido como O Rei das Subidas, ganhou esta alcunha devido ao seu recorde de promoções a partir da Segunda Liga portuguesa, alcançando 11 promoções à Primeira Liga. É considerado também como um dos melhores treinadores portugueses que nunca chegou a treinar nenhum dos Três Grandes de Portugal. Nos meses antecedentes à sua morte, foi comentador em programas da TVI24.
Como forma de homenagem, a Liga Portuguesa de Futebol Profissional decidiu nomear as distinções de Treinador do Mês e Treinador do Ano com o nome do treinador. Estes prémios passarão assim a ser designados como Prémio Vítor Oliveira - Treinador do Mês e Prémio Vítor Oliveira - Treinador do Ano.